# II. Rákóczi Ferenc Kárpátaljai Magyar Főiskola
A II. Rákóczi Ferenc Kárpátaljai Magyar Főiskola alapítványi fenntartású, kárpátaljai székhelyű, államilag elismert III. akkreditációs fokozatú ukrajnai felsőoktatási intézmény. Alapítói a Kárpátaljai Magyar Kulturális Szövetség, a Kárpátaljai Magyar Pedagógusszövetség, a Kárpátaljai Református Egyház, valamint Beregszász város önkormányzata voltak.

## Története
A képzés beindításának éve 1994, amikor is az oktatás a Nyíregyházi Főiskola Speciális Képzéseként vette kezdetét. (Ekkor a főiskola még nem rendelkezett önálló jogi státusszal.) Önálló, hivatalosan bejegyzett, állami működési engedéllyel rendelkező felsőoktatási intézményként 1996 óta működik. Az 1996. szeptember 24-i ünnepélyes megnyitó óta Kárpátaljai Magyar Tanárképző Főiskola (KMTF) néven folytatott tanárképzést különböző szakokon és szakpárokon. 2003-tól II. Rákóczi Ferenc Kárpátaljai Magyar Főiskola néven struktúraváltással és profilját bővítve a tanárképzésen kívül eső szakterületeken is folynak nappali, levelező (másoddiplomás), kihelyezett és tanfolyami képzések.
A jelenlegi főiskola két anyaországi kihelyezett képzésnek a képzőhelyeként is működik: a Corvinus Egyetem Kertészeti Karának kihelyezett kertészmérnöki, illetve a Nyíregyházi Főiskola Gazdasági és Társadalomtudományi Karának gazdálkodási szakos kihelyezett képzéseként.
A Főiskola alapítója és fenntartója a Kárpátaljai Magyar Főiskoláért Alapítvány (KMFA). Szakmai ellenőrző szerve Ukrajna Oktatási és Tudományos Minisztériuma. Az intézmény fenntartásához szükséges anyagi támogatás jelentős hányadát a KMFA az anyaországi Oktatási Minisztériumtól kapja, illetve pályázati úton egészíti ki.

## A Főiskola infrastruktúrája
- Főépület (volt Királyi Törvényház)
- Tanulmányi épület (volt Kálvin-téri Ev. Ref. árucsarnok)
- Kölcsey Ferenc Szakkollégium (volt Grand Hotel épülete)
- Apáczai Tanári Vendégház
- Nagyberegi tájház

## A főiskola egységei
- Tanulmányi osztály
- Tanszékek és szakirányok
- Történelem és Társadalomtudományi Tanszék
  - Középiskolai oktatás (Történelem) szakirány - BA (alapképzés)
  - Nemzetközi tanulmányok szakirány - BA (alapképzés)
  - Történelem és régészet szakirány - MA (mesterképzés)

- Pedagógia és Pszichológia tanszék
  - Óvodapedagógia szakirány - BA (alapképzés)
  - Tanítói szakirány - BA (alapképzés)
  - Tanítói szakirány - MA (mesterképzés)
- Kótyuk István Filológia Campus 
  - Magyar Tanszéki Csoport
    - Középiskolai oktatás (Magyar nyelv és irodalom) szakirány - BA (alapképzés)
    - Filológia (Magyar) szakirány - MA (mesterképzés)

  - Angol Tanszéki Csoport
    - Középiskolai oktatás (Angol nyelv és irodalom) szakirány - BA (alapképzés)
    - Filológia (Angol) szakirány - MA (mesterképzés)

  - Ukrán Tanszéki Csoport
    - Középiskolai oktatás (Ukrán nyelv és irodalom) szakirány - BA (alapképzés)
    - Filológia (Ukrán) szakirány - MA (mesterképzés)

  - Német Tanszéki Csoport
    - Középiskolai oktatás (Német nyelv és irodalom) szakirány - BA (alapképzés)[2]
- Matematika és Informatika Tanszék
  - Középiskolai oktatás (Matematika és informatika) szakirány - BSc (alapképzés)
  - Középiskolai oktatás (Matematika és informatika) szakirány - MSc (mesterképzés)
  - Középiskolai oktatás (Informatika) szakirány - BSc (alapképzés)[2]
- Földtudományi és Turizmus Tanszék
  - Középiskolai oktatás (Földrajz) szakirány - BSc (alapképzés)
  - Turizmus és szolgáltatóipar szakirány - BSc (alapképzés)
  - Középiskolai oktatás (Földrajz) szakirány - MSc (mesterképzés)
- Biológia és Kémia Tanszék
  - Középiskolai oktatás (Biológia és az ember egészsége) szakirány - BSc (alapképzés)
  - Biológia szakirány - MSc (mesterképzés)
  - Középiskolai oktatás (Kémia) szakirány - BSc (alapképzés)
  - Középiskolai oktatás (Természettudományok) szakirány - BSc (alapképzés)[2]
- Gazdaságtudományi Tanszék
  - Számvitel és adóügy szakirány - BSc (alapképzés)
  - Számvitel és adóügy szakirány - MSc (mesterképzés)
  - Pénzügyek, bank és biztosítás szakirány - BSc (alapképzés)[2]

- A II. Rákóczi Ferenc Kárpátaljai Magyar Főiskola Szakgimnázium képzései
  - Óvodapedagógia
  - Alkalmazott Matematika
  - Turizmus
  - Számvitel és Adóügy
  - Szociális Munka
- Ukrajnában nem akkreditált képzések
  - Gazdálkodás és menedzsment – Nyíregyházi Egyetem
  - Kertészmérnök – Szent István Egyetem
  - Mezőgazdasági mérnök – Szent István Egyetem
  - Élelmiszeripari mérnök – Szént István Egyetem
  - Ápolás és betegellátás – Debreceni Egyetem
  - Mérnökinformatikus – Debreceni Egyetem
  - Gazdaságinformatikus – Debreceni Egyetem
  - Szociálpedagógia – Debreceni Egyetem
  - Katekéta-lelkipásztor munkatárs – Sárospataki Református Teológiai Akadémia
  - Katekéta – Szent Atanáz Görögkatolikus Hittudományi Főiskola
  - Magyar mint idegen nyelv szakos pedagógus – Károli Gáspár Református Egyetem
  - Színészet – Kaposvári Egyetem
- Felnőttképzési központ
  - Másoddiplomás képzés
  - Kertészmérnök-képzés
  - Közgazdász-képzés
  - Tanfolyamok
- Kutatóműhelyek
  - Lehocky Tivadar Intézet
  - Hodinka Antal Intézet
  - Kárpátaljai Magyar Fiatal Kutatók Zrínyi Ilona Szakkollégiuma
- Kölcsey Ferenc Szakkollégium
- Apáczai Tanári vendégház
- Információs központ
  - Puskás Tivadar Informatikai Központ
- Apáczai Csere János Könyvtár

## Díjai, elismerései
- Bethlen Gábor-díj (2004)[3]

## A főiskola rektorainak listája
- Dr. Soós Kálmán, történész
- Dr. Szikura József, biológus professzor
- Dr. Orosz Ildikó, PhD, a pedagógiai tudományok kandidátusa
- Dr. Csernicskó István, nyelvész professzor